# گادگاست
گادگاست (به آلمانی: Gadegast) یک منطقهٔ مسکونی در آلمان است که در تسانا-لشتر واقع شده‌است. گادگاست ۱۹۶ نفر جمعیت دارد.